# Glorious
Glorious – singel Cascady, wydany 8 lutego 2013, pochodzący z albumu The Best of Cascada. Utwór napisali i skomponowali Yann Peifer, Manuel Reuter, Andres Ballinas i Tony Cornelissen.
Piosenka wygrała niemieckie preselekcje do Eurowizji – Unser Song für Malmö i została reprezentantem Niemiec w Konkursie Piosenki Eurowizji 2013 w szwedzkim mieście Malmö. 18 maja podczas finału konkursu utwór zajął 21. miejsce z liczbą 18 punktów.
Teledysk do piosenki został opublikowany na YouTube 1 lutego 2013.

## Lista utworów
- German digital download, CD single[7][1]

1. „Glorious” (Video Edit) – 3:27
2. „Glorious” (Extended Mix) – 4:43

- UK digital EP[8]

1. „Glorious” – 3:27
2. „Glorious” (Extended Mix) – 4:42
3. „Glorious” (David May Radio Edit) – 3:05
4. „Glorious” (David May Remix) – 4:39
5. „Glorious” (Ryan Thistlebeck Radio Edit) – 3:05
6. „Glorious” (Ryan Thistlebeck Remix) – 4:39

- US digital EP[9]

1. „Glorious” (Video Edit) – 3:27
2. „Glorious” (David May Radio Edit) – 3:27
3. „Glorious” (Ryan Thistlebeck Radio Edit) – 3:05
4. „Glorious” (Extended Mix) – 4:42
5. „Glorious” (David May Remix) – 4:26
6. „Glorious” (Ryan Thistlebeck Remix) – 4:39

## Pozycje na listach przebojów
| Kraj            | Notowanie (2013)       | Najwyższa pozycja |
| --------------- | ---------------------- | ----------------- |
| Austria         | Ö3 Austria Top 40      | 29                |
| Czechy          | Rádio – Top 100        | 54                |
| Irlandia        | IRMA                   | 94                |
| Niemcy          | Official German Charts | 6                 |
| Szwajcaria      | Schweizer Hitparade    | 56                |
| Wielka Brytania | UK Singles Chart       | 129               |

## Historia wydania
| Kraj              | Data           | Format                      | Wytwórnia                          |
| ----------------- | -------------- | --------------------------- | ---------------------------------- |
| Niemcy            | 8 lutego 2013  | Digital download, CD single | Zooland Records                    |
| Stany Zjednoczone | 15 lutego 2013 | Digital download            | Zooland Records                    |
| Francja           | 15 lutego 2013 | Digital download            | Zooland Records                    |
| Szwecja           | 8 marca 2013   | Digital download            | Catchy Tunes, Family Tree Music AB |
| Wielka Brytania   | 24 marca 2013  | Digital download            | AATW                               |